# J. Davy Kirkpatrick

J. Davy Kirkpatrick est un astronome américain de l'Infrared Processing and Analysis Center du California Institute of Technology à Pasadena, en Californie (États-Unis).
Les travaux de J. Davy Kirkpatrick furent cités comme faisant partie des dix meilleurs accomplissements scientifiques des dix premières années (1992–2002) de l'observatoire W. M. Keck et une des cent meilleures histoires de 2011 du magazine Discover.